# Diedrich Baedeker
Diedrich Baedeker (* 1680 in Bremen; † 1716 in Bielefeld) war ein deutscher Buchdrucker und Verleger. Diedrich Baedeker gilt als Begründer der Baedeker-Dynastie von Verlegern und Buchdruckern in verschiedenen deutschen und europäischen Ländern.
Seine Enkel Zacharias Gerhard Diederich Baedeker und Franz Gotthilf Heinrich Baedeker waren ebenfalls Buchdrucker respektive Pastor und Generalsuperintendent.
| Personendaten    | Personendaten                      |
| ---------------- | ---------------------------------- |
| NAME             | Baedeker, Diedrich                 |
| KURZBESCHREIBUNG | deutscher Buchdrucker und Verleger |
| GEBURTSDATUM     | 1680                               |
| GEBURTSORT       | Bremen                             |
| STERBEDATUM      | 1716                               |
| STERBEORT        | Bielefeld                          |